# Gully Falls
Die Gully Falls sind ein Wasserfall auf der Banks Peninsula bei Christchurch in der Region Canterbury auf der Südinsel Neuseelands. Im Orton Bradley Park liegt er in einem Zulauf des Te Wharau Stream, der in nordnordwestlicher Fließrichtung in eine Nebenbucht des Lyttelton Harbour mündet. Seine Fallhöhe beträgt etwa 20 Meter.
Vom Eingang des privat geführten Parks führt der Waterfall Gully Track in 1 Stunde und 15 Minuten zum Wasserfall.